# فهرست سوگلی‌های پنت هاوس

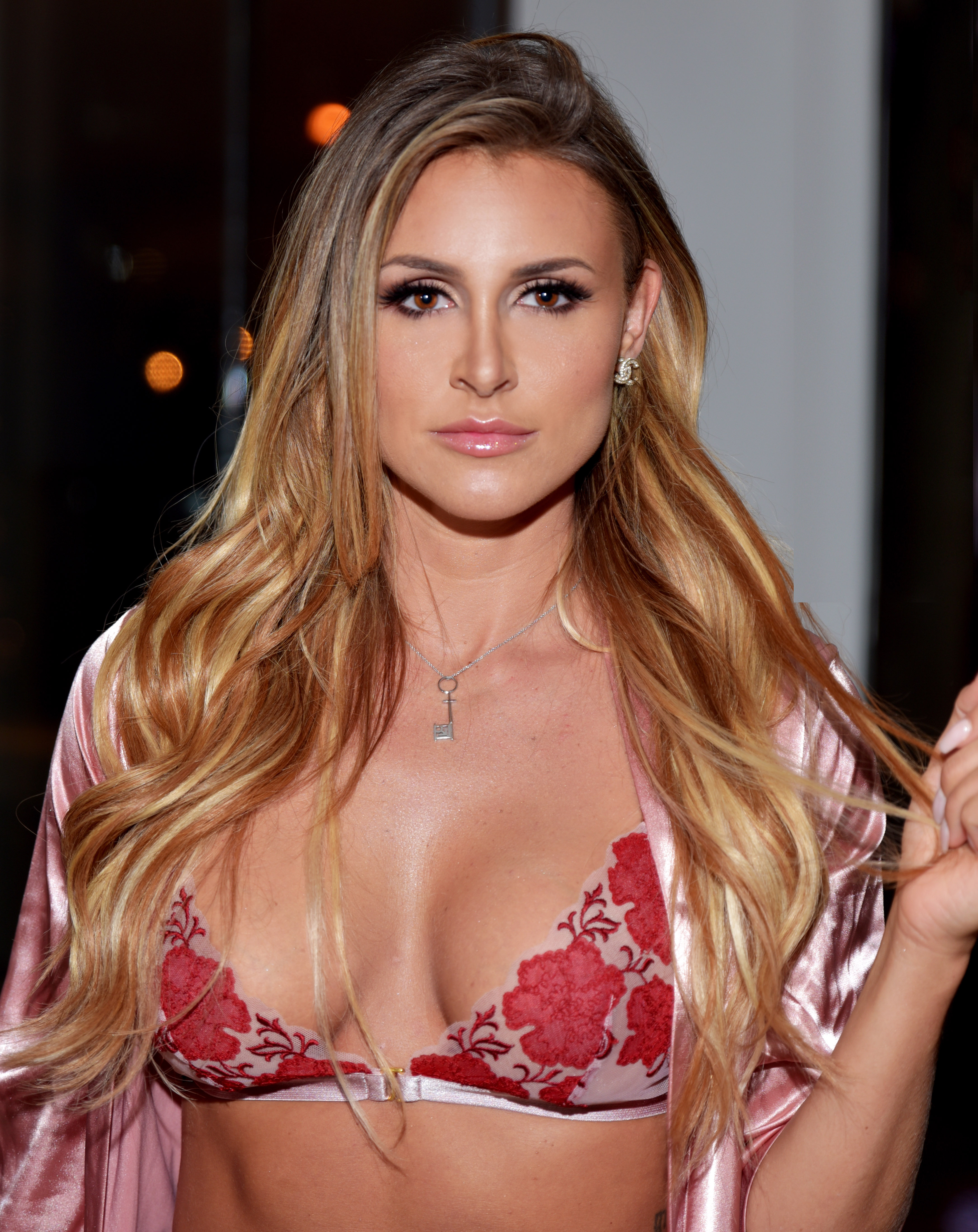
الا سیلور، سوگلی ماه نوامبر ۲۰۱۸

این فهرستی از مدل‌هایی می‌باشد که در نسخه آمریکایی مجله پنت هاوس دیده شده‌اند و از ماه سپتامبر ۱۹۶۹ تا به امروز به عنوان سوگلی ماه یا سوگلی سال انتخاب شده‌اند. القاب سوگلی سال با حروف پررنگ می‌باشند و اغلب در شماره ژانویه سالی که برای آن انتخاب شده‌اند نشان داده می‌شوند. برخلاف پلی‌بوی، ممکن است چندین سال طول بکشد تا یک مدل بعد از انتخاب نخستینی اش، «سوگلی سال» شود.

## سوگلی های ماه
سوگلی های ماه به شرح ذیل می باشند:

### ۱۹۶۹–۱۹۷۹
| سال  | سوگلی سال            | ژانویه        | فوریه             | مارس              | آوریل           | می               | ژوئن             | جولای           | اوت                 | سپتامبر              | اکتبر           | نوامبر         | دسامبر         |
| ---- | -------------------- | ------------- | ----------------- | ----------------- | --------------- | ---------------- | ---------------- | --------------- | ------------------- | -------------------- | --------------- | -------------- | -------------- |
| ۱۹۶۹ | هیچکدام              |               |                   |                   |                 |                  |                  |                 |                     | ایولین تریچر         | کلی مک کوئین    | اولا لیندستروم | جانت پیرس      |
| ۱۹۷۰ | هیچکدام              | کاترین منرینگ | تامارا سانترا     | ایلسه هاسک        | استفانی مک لین  | بندیکت اندرسن    | کریستینا لیندبرگ | پولی آن پندلتون | فرانسوا پاسکال      | تینا مک داوال        | هاید مان        | فرانکا پتروف   | جنیفر فرس      |
| ۱۹۷۱ | استفانی مک‌لین        | ویوا هلزیگر   | کاساندرا هرینگتون | لوتی گانتارت      | ژاکی سیمونز-جود | بیلی رینبرد      | ژوزی ترویات      | ویدا فارتینگ    | جودی جونز           | مورین رنزن           | هلن کانت        | لینت اسکوئیث   | لین پارتینگتون |
| ۱۹۷۲ | تینا مک داوال        | پاتریشیا بارت | کارول آگوستین     | بیلی دین          | ماریان گوردون   | شارون بیلی       | نونکا داندک      | لسلی هریسون     | ماریان میلام        | ایزوبل گارسیا اوروبی | جانت دانفی      | آنجلا آدامز    | لین کری        |
| ۱۹۷۳ | پاتریشیا بارت        | مگی برتون     | کارن ساتر         | اوریل لوند        | لزلی لی بارو    | ساندی گرکو       | پائولا فرانسیس   | سیندی مکدی      | لین جکسون کویل      | آنکا دی لورنزو       | فرانسیس کانن    | دبی گریفین     | ساندی رابرتسون |
| ۱۹۷۴ | آوریل لوند           | کلودیا آرنا   | بئاتریس فوگلر     | ماری اکوره        | نانسی سباستین   | برانده هوارد     | آلیسیا جاستین    | باربی لوئیس     | استیسی کامرون       | جانیس کین            | لورا بنت دون    | شارون لانگ ورث | کتی گرین       |
| ۱۹۷۵ | آنکا دی لورنزو       | جولیت موریس   | لونا سیمپسون      | سوزان رایدر       | سیگن برگر       | آوا گالی         | وندی بلوجت       | جین هارگریو     | مارگریت کوردیه      | میشل استیونز         | آن پیترز        | بانی دی ویلسون | سوزان وید      |
| ۱۹۷۶ | لورا بنت دون         | لور فاوی      | مارتین لو موویل   | جوان ویتی         | سندی برنادو     | سونی اسمیت       | آنا گریموود      | هلن لانگ        | ویکتوریا لین جانسون | داون شاو             | سوزان ساکسون    | کارولین پاتسیس | آدریان کینگ    |
| ۱۹۷۷ | ویکتوریا لین جانسون" | مرلین کانر    | بتسی هریس         | جولانتا فون زمودا | شونا لین        | والری رائه کلارک | دومینیک مور      | کریستین داوری   | باربارا کورسر       | لوسیا سنت آنجلو      | سینتیا گینور    | دبورا زولو     | شریل ریکسون    |
| ۱۹۷۸ | دومینیک مور"         | کری نلسون     | لورا استورم       | کارمن پوپ         | ماریوین رابرتز  | آنجلا هیر        | کورین آلفن       | باربارا آن      | جنیفر زین           | کیت سیمونز           | ورونیک دو والدن | مالیا ردفورد   | امبر رمزی      |
| ۱۹۷۹ | چریل ریکسون          | داستی جکسون   | پاملا رودز        | شستا لیندستروم    | ایزابلا آردیگو  | بریانا بوژولد    | لیندا کلارک      | جیسی وست        | دایان وبر           | تامی هیل             | دانیل جینیبر    | جودی گیبس      |                |

### ۲۰۲۰–تاکنون
| سال  | سوگلی سال | ژانویه     | فوریه       | مارس           | آوریل           | می        | ژوئن       | ژوئیه              | اوت         | سپتامبر       | اکتبر        | نوامبر        | دسامبر       |
| ---- | --------- | ---------- | ----------- | -------------- | --------------- | --------- | ---------- | ------------------ | ----------- | ------------- | ------------ | ------------- | ------------ |
| ۲۰۲۰ | لیسی لنون | بانی کلبی  | گبی کارتر   | میگان استانفیل | تابستان‌های بنفش | اما هیکس  | جازمین لوو | نیکول وانت         | کوین وایلد  | کنزی مک       | ساتین        | کنزی آن       | بلیک بلواسوم |
| ۲۰۲۱ | کنزی آن   | وانا باردو | لاسینا۶۹    | لیسی لندن      | رایلی آن        | ترو کیت   | هارلی لاتز | سرزمین عجایب آسمان | چری نوئل    | کارولینا وایت | آنجلا وایت   | هانا کارتر    | امبر ماری    |
| ۲۰۲۲ | امبر ماری | سیو پوی یی | تهلیا پاریس | طوفان مایا     | لورن آن اسمیت   | تریپی بری | الکس کی    | سرنوشت رز          | اشلی اسکایز | کیلی کیلیون   | لینزی دونوان | ورونیکا پراسو | کهربا رز     |
| ۲۰۲۳ |           | رنی اولستد | میا هافمن   |                |                 |           |            |                    |             |               |              |               |              |